# Hank Adams
Henry Lyle (Hank) Adams (16 de maig de 1943 – 21 de desembre de 2020) fou un activista dels drets amerindis sioux-assiniboine de Montana.

## Els inicis
Hank Adams va néixer a la reserva índia de Fort Peck de Montana el 16 de maig de 1943. El lloc específic on va néixer s'anomenava Wolf Point, però tenia el sobrenom de Poverty Flats. Mentre creixia, Adams va treballar recollint fruites i verdures per a mantenir-se. Mentre assistia a la Moclips High School, on es va graduar el 1961, va treballar en una serradora de la reserva. Això li va proporcionar una bona ètica de treball utilitzaria al llarg de la resta de la seva vida. Després de graduar-se a l'escola secundària, Adams va començar a interessar-se per la política. El 1964, Adams va ajudar a organitzar la marxa sobre l'Olympia a l'estat de Washington, que tenia el propòsit de protestar l'atac estatal als drets de pesca dels Tractats Indis.

## Primeres accions
Tota la vida d'Adams va transcórrer tractant de millorar la vida dels nadius americans. Mentre estava a la universitat va passar gran part del seu temps ajudant la reserva índia Quinault a solucionar un problema de suïcidi que hi tenien. Després d'abandonar la universitat per participar més en la millora dels assumptes indígenes, es va convertir en Director de Projectes Especials del Consell Nacional de la Joventut Ameríndia, una organització estudiantil que va ser una de les institucions ameríndies més radicals de l'època.

## Activisme i autodeterminació
L'abril del 1964 Adams es va fer un nom negant-se a entrar en l'Exèrcit dels Estats Units a menys que fossin acceptats i reconeguts pel govern els tractats indis de drets tradicionals; no obstant això, aquesta rebel·lió no va tenir èxit i Adams acabà servint a l'exèrcit. Adams va prendre el paper de líder de la Survival of American Indians Association el 1968. L'associació aplegava 200 membres dedicats a la causa de la protecció dels drets de pesca amerindis. Prop de finals de 1968, Adams es va involucrar més directament en la lluita. Va lluitar contra les regulacions estatals de pesca al riu Nisqually a Washington, i per les seves accions va ser arrestat moltes vegades entre 1968 i 1971. Li van disparar a l'estómac quan estava protestant al riu, però va continuar en la lluita dels drets de pesca dels amerindis a Washington fins que el problema es va resoldre i els amerindis van ser capaços de mantenir les seves pràctiques en la dècada de 1970.
Quan els membres de l'American Indian Movement va ocupar les oficines de la Bureau of Indian Affairs a Washington el 1972 (la protesta del Camí dels Tractats Trencats), Adams va crear una Proposta de Vint Punts que el govern de Nixon considerà a canvi de l'evacuació per l'AIM de les oficines de la BIA. Això incloïa donar a les tribus autoritat per celebrar tractats, proporcionant l'acceptació judicial del dret amerindi nord-americà d'interpretar els tractats, i l'abolició de les lleis que amenaçaven la sobirania i la vida dels indis. Si bé això no va ser acceptat, es mantingué com a punt de referència de l'autodeterminació indígena. La capacitat de lideratge d'Adams i el seu compromís amb la causa d'amerindis van ajudar a canviar la política del govern i en última instància conduiria a més sobirania i poder per les tribus indígenes.
Adams va ser fonamental per salvar vides índies en dos dels principals moviments Red Power de la dècada de 1970. Durant l'ocupació de l'edifici de la BIA, Adams va ser el principal negociador en nom dels amerindis atrinxerats a l'edifici. Va ser vital en posar l'amnistia a la taula durant les negociacions amb la Casa Blanca per als esdeveniments que es van produir durant la presa de possessió. Un any més tard va tenir, de nou, un paper decisiu en la resolució de la propera moviment Red Power, l'ocupació de Wounded Knee.
En l'incident de Wounded Knee, Adams va ajudar amb èxit a acabar l'ocupació d'una manera pacífica. Ell era l'intermediari entre el cap de l'ocupació lakota, Frank Fools Crow i la Casa Blanca. El principal assessor de la Casa Blanca en aquests dos esdeveniments va arribar a dir: "El paper de Hank Adams en la resolució pacífica d'alguns problemes molt difícils encara és vívidament clar en la meva ment". Adams va treballar sobretot darrere d'escena en aquestes dues qüestions, però el seu paper fou tan important, si no més, que el de qualsevol persona involucrada en qualsevol ocupació. Adams va dir sàviament de la seva obra: Algunes de les coses que evitem que succeeixin són tan importants com moltes de les coses que som capaces d'aconseguir concretament a aconseguir".

## Treball documental
Per tal d'augmentar la consciència de les disputes dels tractats al nord-oest sobre pesca, Adams va produir un documental titulat As Long As The River Runs entre 1968 i 1970. La pel·lícula fou mostrada als atrinxerats a l'edifici de BIA a Washington DC i tenia escenes gràfiques de representants de la policia arrossegant dones indígenes durant les protestes de pesca al Nord-oest. Aquesta pel·lícula va provocar que els indis a la BIA tinguessin encara més paranoies de la policia que havia rodejat l'edifici. Va dedicar aquesta pel·lícula a la seva cunyada que va morir mentre protestava pels drets de pesca al Nord-oest.

## Decisió Boldt
Hank Adams va ajudar a investigar la informació crítica en l'afirmació de la Decisió Boldt que van acordar que els amerindis tenien el dret a pescar en les aigües del nord-oest que havien estat el centre de moltes de les protestes d'Adams. Amb l'ajuda de Billy Frank Jr., el rostre amerindi de la decisió, Adams va jugar un gran treball darrere les escenes com si tingués el control de Wounded Knee i de la BIA. Adams va continuar treballant amb temes relacionats amb la Decisió Boldt.

## Llegat
Hank Adams és considerat per molts en la comunitat indígena com una de les persones més influents en el moviment. Leonard Garment, el principal assessor de la Casa Blanca, tant en la BIA com en Wounded Knee, va dir d'Adams: "El paper de Hank Adams en la resolució pacífica d'alguns problemes molt difícils encara és vívidament clar en la meva ment." Vine Deloria, Jr., un dels escriptors amerindis més influents, va dir que Adams va ser l'amerindi més important dels últims 60 anys. El seu activisme va disminuir amb l'edat.